# Blindspot
Blindspot es una serie de televisión estadounidense creada por Martin Gero y protagonizada por Jaimie Alexander y Sullivan Stapleton, y antagonizada por  
Luke Mitchell y Michelle Hurd, que fue estrenada el 21 de septiembre de 2015 por la cadena NBC.
La serie se centra en una misteriosa mujer tatuada que ha perdido la memoria y no recuerda su nombre ni su pasado, y el FBI descubre que cada tatuaje representa una pista para un crimen que tendrán que resolver.
El 9 de noviembre de 2015 la NBC renovó la serie para una segunda temporada, que fue estrenada el 14 de septiembre de 2016.
La serie fue renovada para una tercera temporada el 10 de mayo de 2017. Una cuarta temporada fue anunciada el 16 de mayo de 2018. La quinta y última temporada fue anunciada el 10 de mayo de 2019, y emitida entre el 7 de mayo y el 23 de julio de 2020, fecha de su episodio final.

## Argumento
Una mujer, sin recuerdos de su pasado, es encontrada desnuda  por el FBI en Times Square dentro de una bolsa de viaje con su cuerpo totalmente cubierto de enrevesados tatuajes. 
El agente que la acompaña se culpa por su desaparición al enterarse cuál es su verdadera identidad.
Su descubrimiento pone en marcha un amplio y complejo misterio que capta de inmediato la atención del FBI, quienes comienzan a seguir de cerca el mapa de tatuajes en el cuerpo de la mujer hallada que los conducirán a una extensa conspiración de crímenes a punto de ser cometidos, al mismo tiempo que intentan que la mujer descubra la verdad sobre su propia identidad.

## Elenco principal
| Actor                       | Personaje                                           | Doblaje español                           | Temporada  | Temporada  | Temporada  | Temporada  | Temporada |
| Actor                       | Personaje                                           | Doblaje español                           | 1          | 2          | 3          | 4          | 5         |
| --------------------------- | --------------------------------------------------- | ----------------------------------------- | ---------- | ---------- | ---------- | ---------- | --------- |
| Jaimie Alexander            | Jane Doe / Taylor Shaw / Alice Kruger / Remi Briggs | Esther Solans                             | Principal  | Principal  | Principal  | Principal  | Principal |
| Sullivan Stapleton          | Kurt Weller                                         | José García Tos (1-3) Sergio Zamora (3-5) | Principal  | Principal  | Principal  | Principal  | Principal |
| Rob Brown                   | Edgar Reade (†)                                     | Ramón Hernández                           | Principal  | Principal  | Principal  | Principal  | Principal |
| Audrey Esparza              | Natasha "Tasha" Zapata                              | Marta Barbará                             | Principal  | Principal  | Principal  | Principal  | Principal |
| Ashley Johnson              | William Patterson                                   | Berta Cortés                              | Principal  | Principal  | Principal  | Principal  | Principal |
| Ukweli Roach                | Nigel Thornton / Robert Borden                      | Carlos Lladó                              | Principal  | Principal  | Recurrente | Invitado   | Invitado  |
| Marianne Jean-Baptiste      | Bethany Mayfair (†)                                 | Lola Oria                                 | Principal  | Invitada   |            |            |           |
| Michelle Hurd               | Ellen Briggs "Shepherd" (†)                         | María Rosa Guillén                        |            | Principal  | Invitada   | Recurrente | Invitada  |
| Luke Mitchell               | Ian Kruger "Roman Briggs" (†)                       | Ángel de Gracia                           |            | Principal  | Principal  | Recurrente | Invitado  |
| Archie Panjabi              | Nas Kamal                                           | Eva Lluch                                 |            | Principal  | Invitada   |            | Invitada  |
| Ennis Esmer                 | Gord Meredith Enver / Rich .com (Dotcom)            | José Javier Serrano                       | Recurrente | Recurrente | Recurrente | Principal  | Principal |
| Mary Elizabeth Mastrantonio | Madeleine Burke (†)                                 |                                           |            |            |            | Recurrente | Principal |

## Episodios
| Temporada | Temporada | Episodios | Episodios | Emisión original         | Emisión original    |
| Temporada | Temporada | Episodios | Episodios | Primera emisión          | Última emisión      |
| --------- | --------- | --------- | --------- | ------------------------ | ------------------- |
|           | 1         | 23        | 23        | 21 de septiembre de 2015 | 23 de mayo de 2016  |
|           | 2         | 22        | 22        | 14 de septiembre de 2016 | 17 de mayo de 2017  |
|           | 3         | 22        | 22        | 27 de octubre de 2017    | 18 de mayo de 2018  |
|           | 4         | 22        | 22        | 12 de octubre de 2018    | 31 de mayo de 2019  |
|           | 5         | 11        | 11        | 7 de mayo de 2020        | 23 de julio de 2020 |

## Desarrollo

### Producción
El 23 de enero de 2015 se dio a conocer que NBC ordenaba un episodio piloto para el guion escrito por Martin Gero. El 12 de febrero fue anunciado que Mark Pellington dirigiría el piloto y fungiría como productor ejecutivo. El 1 de mayo, NBC ordenó el desarrollo de una serie, que fue estrenada el 21 de septiembre de 2015.
El 28 de septiembre, NBC encargó nueve guiones más. Finalmente, el 9 de octubre, la serie recibió la orden para una temporada completa. El 3 de noviembre, NBC ordenó un episodio adicional para la serie, que tendrá un total de veintitrés episodios.

### Casting
El 17 de febrero de 2015, se dio a conocer que Jaimie Alexander fue elegida para interpretar a Jane Doe, la misteriosa mujer que aparece en medio de Times Square con su cuerpo completamente tatuado y sin recuerdos de su pasado. Un día después, Sullivan Stapleton fue anunciado como Kurt Weller, el líder de una unidad de élite del FBI, quien es llamado para investigar el caso de una misteriosa mujer que tiene su nombre tatuado en la espalda. El 20 de febrero, Rob Brown, Audrey Esparza y Ukweli Roach fueron elegidos para dar vida a los agentes Reade y Zapata y al doctor Borden, respectivamente. Así mismo, se dio a conocer que Marianne Jean-Baptiste fue elegida para dar vida a Bethany Mayfair. El 10 de marzo, Ashley Johnson fue contratada para interpretar a la doctora Patterson Leung.
El 13 de mayo de 2015, Johnny Whitworth fue elegido para interpretar a un misterioso hombre conectado con el pasado de Jane Doe. El 29 de julio, se dio a conocer que Michael Gaston fue contratado para interpretar de forma recurrente a Tom Carter, director adjunto de la CIA, quien asiste al equipo del FBI en el caso de Jane Doe. El 4 de septiembre se informó que Joe Dinicol fue contratado para aparecer recurrentemente en la serie. El 9 de octubre, se comunicó que François Arnaud se uniría al elenco con un personaje recurrente, también ligado al pasado de Jane.
En la 3ª temporada de la serie, el actor español Miquel Fernández hace una aparición estelar interpretando a un informante contratado por Roman (Luke Mitchell) en Barcelona.